# Nomada australensis
Nomada australensis là một loài Hymenoptera trong họ Apidae. Loài này được Perkins mô tả khoa học năm 1912.

## Hình ảnh

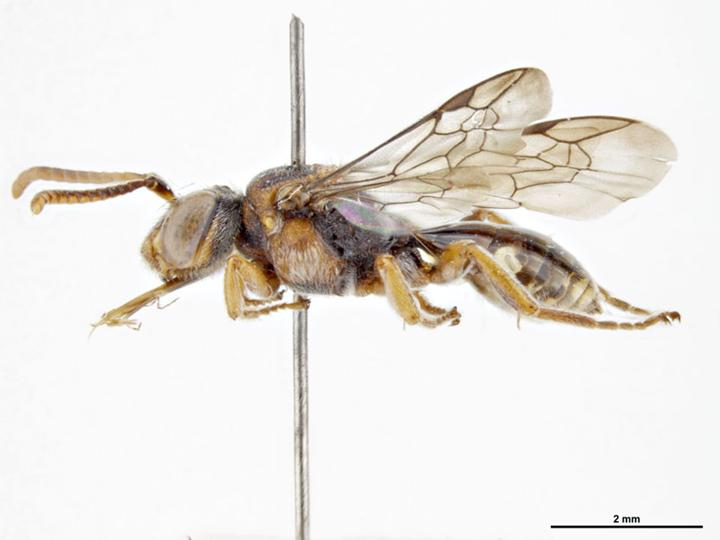